# Comté de Berkeley (Caroline du Sud)
Pour les articles homonymes, voir Comté de Berkeley.
Le comté de Berkeley est l'un des 46 comtés de l'État de Caroline du Sud, aux États-Unis. Son siège est la ville de Moncks Corner. Selon le recensement de 2020, la population du comté est de 229 861 habitants.

## Géographie
Le comté a une superficie de 3 181 km², dont 2 843 km² est de terre.

## Démographie
| 1890   | 1900   | 1910   | 1920   | 1930   | 1940   |
| ------ | ------ | ------ | ------ | ------ | ------ |
| 55 428 | 30 454 | 23 487 | 22 558 | 22 236 | 27 128 |

| 1950   | 1960   | 1970   | 1980   | 1990    | 2000    |
| ------ | ------ | ------ | ------ | ------- | ------- |
| 30 251 | 38 196 | 56 199 | 94 727 | 128 776 | 142 651 |

| 2010    | 2020    | - | - | - | - |
| ------- | ------- | - | - | - | - |
| 177 843 | 229 861 | - | - | - | - |